# Hautajärvi (sjö i Finland, Mellersta Finland)
Hautajärvi är en sjö i Finland. Den ligger i kommunen Toivakka i landskapet Mellersta Finland, i den södra delen av landet, 230 km norr om huvudstaden Helsingfors. Hautajärvi ligger 101,1 meter över havet. Den ligger vid sjön Leppänen. I omgivningarna runt Hautajärvi växer i huvudsak barrskog. Den är 9,5 meter djup. Arean är 38,3 hektar och strandlinjen är 5,6 kilometer lång. Sjön  ingår i Kymmene älvs huvudavrinningsområde. 